# Robert Moog
Robert Arthur „Bob” Moog (moʊɡ) (New York, 1934. május 23. – Asheville, Észak-Karolina, 2005. augusztus 21.) a Moog Music alapítója, az elektronikus zene amerikai úttörője, akit elsősorban a szintetizátorgyártó Moog cég alapítójaként és fő tervező mérnökeként ismernek. Robert Moog újszerű elektronikus megoldásait egy egész sor szintetizátorban alkalmazták, ezek közé tartozik a Minimoog D-Modell, a Minimoog Voyager, a Little Phatty, a Moog Taurus basszuspedál, a Moog Minitaur valamint a Moogerfooger effektpedál-termékcsalád. A Moog szintetizátorok kiemelkedő hang- és alkatrészminőségükkel (és borsos árukkal egyetemben) máig etalonnak számítanak a szintetizátorokra épülő szakmákban, ide értve a tervezést, forgalmazást és felhasználást (zenészek, hangmérnökök stb.) is.

## Élete
Moog New York-ban született, itt végezte el a középiskolát 1952-ben. 1957-ben szerzett fizikusi diplomát a New York-i Queens College-ban, majd villamosmérnökit a Columbia Egyetemen. Ph.D fokozatát a Cornell Egyetemen szerezte meg műszaki fizikai témában. Több egyetem tiszteletbeli doktori címét is megkapta.
Moog két céget is alapított, melyek elektronikus hangszerek gyártásával foglalkoztak. A Kurzweil Music Systems-nél tanácsadóként és alelnökként dolgozott 1984 és 1988 között, része volt a Kurzweil K2000 fejlesztésében. Az 1990-es évek elején kutatóprofesszorként dolgozott az Észak-Karolinai Egyetemen Asheville-ben.
1970-ben életművéért megkapta a hanglemezipar nem előadói kategóriájának díját, a Grammy Trustees Award-ot. 2002-ben a Technical Grammy Award díjat és a Berklee College of Music tiszteletbeli doktori címét kapta meg.
Első felesége Shirley May Leigh, középiskolai tanár volt, akit 1958-ban vett feleségül. Három lányuk született. Első feleségétől később elvált, második felesége Ileana Grams, filozófiaprofesszor volt, akivel kilenc évig, Moog haláláig voltak együtt.
2005-ben súlyos agydaganatot diagnosztizáltak nála. Alig négy hónappal később, 2005. augusztus 21-én, 71 éves korában érte a halál az észak-karolinai Asheville-ben. Emlékét a Bob Moog Alapítvány őrzi, melynek célja életművének, az elektronikus zene fejlesztésének folytatása.

## A Moog-szintetizátor kifejlesztése
A Moog szintetizátor az első széleskörűen használt elektronikus hangszerek egyike volt. A szintetizátor elemeinek fejlesztése eleinte a Columbia-Princeton Electronic Music Center-ben történt (mai neve Computer Music Center). Moog az itt töltött évek alatt fejlesztette ki Herbert Deutsch zeneszerzővel együtt a feszültségvezérelt oszcillátorokat, az ADSR burkológörbe-generátort és egyéb szintetizátormodulokat.
Moog alkotta meg az első feszültségvezérelt, szubtraktív elven működő szintetizátort, melyet 1964-ben a Hangmérnökök Társaságának (AES) szakmai konferenciáján mutatott be. 1966-ban beadta egyedülálló aluláteresztő szűrőjének szabadalmi kérelmét, szabadalmát 1969 októberében jegyezték be. Amerikában tíz bejegyzett szabadalma van.
A szintetizátorok gyártását és piaci bevezetését teremint gyártó cégére, az R. A. Moog Co.-ra bízta, ennek később Moog Music lett a neve. Az 1960-as évek többi szintetizátorgyártójától eltérően Moog egy zongorabillentyűs interfészt adott szintetizátorához. Emellett letette az analóg szintetizátor vezérlő interfészének szabványos alapjait, melynél logaritmikus, oktávonkénti 1 voltos lépcsőt alkalmazott a hangmagasság beállítására.
Moog első hangszerei moduláris szintetizátorok voltak. 1971-ben a Moog Music hozzákezdett a Minimoog D-modell gyártásához, mely az első, nagy tömegek számára is elérhető, hordozható és viszonylag elfogadható árú szintetizátorok egyike volt.
Moog legelső zenészügyfeleinek egyike Wendy Carlos volt, aki értékes visszajelzéseket nyújtott számára szintetizátorai továbbfejlesztéséhez. Az elektronikus zenében való közreműködése folytán Moog közeli szakmai kapcsolatot épített ki számos kiemelkedő művésszel, köztük Don Buchlával, Keith Emersonnal, Rick Wakemannal, John Cage-dzsel, Gershon Kingsley-vel, Clara Rockmore-ral, Jean Jacques Perrey-vel és Pamelia Kurstinnel. Egy 2000-ben adott interjúban Moog a következőt jelentette ki: „Mérnök vagyok. Magamat szerszámkészítőnek tekintem, a zenészek az ügyfeleim. Ők használják az általam készített szerszámokat.”
2012. május 23-án, születésének 78. évfordulója tiszteletére a Google egy Google doodle-t készített, mely egy Moog-szintetizátor imitációja volt. Ezt az oldal látogatói ténylegesen meg tudták szólaltani.

## Az R. A. Moog Co. és a Moog Music
1953-ban, 19 éves korában Moog létrehozta első cégét az R. A. Moog Co.-t, mely teremin összeszerelő-készleteket gyártott. Az 1950-es évek során Raymond Scott zeneszerző, az elektronikus zene úttörője megkereste Moogot, akit megkért, hogy tervezzen számára elektronikus áramköröket. Moog a későbbiekben Scottra úgy emlékezett, mint aki nagy hatással volt a munkájára. Később, az 1960-as években a cég Moog tervei alapján készítette moduláris szintetizátorait.
Robert Moog 1972-ben a cég nevét Moog Music-ra változtatta. Az 1970-es évek folyamán a cég tulajdonosi körében számos változás történt, végül a Norlin hangszergyártó cég vásárolta meg. A gyenge vezetés és értékesítés miatt Moog 1977-ben otthagyta saját cégét.
Miután a saját nevét viselő céget otthagyta, 1978-ban új elektronikushangszergyártó-céget alapított, melynek a Big Briar nevet adta. Első gyártmányaik tereminek voltak, de 1999-re a termékskála szélesedett, analóg effektpedálok termékvonalát gyártották moogerfooger néven. 1999-ben Moog üzleti kapcsolatra lépett a Bomb Factory céggel, közös munkájuk a Moog-technológián alapuló első digitális effektusok kifejlesztése volt a Pro Tools szoftverhez írt pluginekkel.
Annak ellenére, hogy a Moog Music 1993-ban bezárt, Moog jó ideig nem rendelkezett a termékek saját néven történő értékesítési jogával. A Big Briar 2002-ben szerezte meg a Moog Music név használatának jogát, miután hosszas jogi csatározást folytatott Don Martinnal, aki korábban megvásárolta a névhasználati jogot. Ugyanebben az időszakban Moog elkészítette a Minimoog új változatát, melyet Minimoog Voyager-nek nevezett. Számos modern jellemző mellett a Voyager rendelkezik a korábbi D-modell csaknem összes tulajdonságával.

## Teremin
Moog már 1948-ban megalkotta saját tereminjét. Később az Electronics World hobbimagazinban mutatta be a teremin működését, és egy összeszerelő-készletet kínált az Electronics World tereminje elkészítéséhez. Ez az ötlete igen sikeresnek bizonyult. Az 1980-as évek vége felé megjavította Clara Rockmore eredeti tereminjét, amit szakmai pályafutása egyik csúcspontjának tartott. Első feleségével együtt Clara Rockmore The Art of the Theremin című albumának producere volt. Moog volt a díjnyertes Theremin: An Electronic Odyssey című dokumentumfilm fő interjúalanya; a film sikere a teremin iránti érdeklődés feléledéséhez vezetett. A Moog Music visszatért a gyökerekhez, és újból hozzáfogott a tereminek gyártásához. A hangszerekből több ezret adtak el, világszerte mind professzionális mind amatőr zenészek játszanak rajtuk.

## Nevének kiejtése
Moog nevét sokféleképpen próbálják kiejteni. A következő interjúrészlet rávilágít, hogy Robert Moog melyik kiejtést kedvelte:
– Kérdező: Kezdjük az elején: az Ön neve a „vogue” szóval rímel, vagy inkább a tehén mú-jára hasonlít g-vel a végén?
– Dr. Robert Moog: A „vogue”-gal rímel. Ez a hagyományos német kiejtése. Apám nagyapja a németországi Marburgból származik. Ezt a kiejtést jobban szeretem, mint a tehén „moo-g” hangját.
A Moog című dokumentumfilm DVD változatából kimaradt jelentben Moog bemutatja nevének három lehetséges kiejtését: a holland /moːɣ/ változatot, melyről úgy véli túl nehéz lenne az angolt beszélők számára; az általa preferált angol-német /moʊɡ/ változatot; és a még jobban angolosított /muːɡ/ formát. Moog elárulja, hogy családtagjainak egy része az angolos változatot szereti, míg ő maga és felesége az angol-német kiejtést preferálja.

## Fordítás
- Ez a szócikk részben vagy egészben  a   Robert Moog című angol Wikipédia-szócikk ezen változatának fordításán alapul.  Az eredeti cikk szerkesztőit annak laptörténete sorolja fel. Ez a jelzés csupán a megfogalmazás eredetét és a szerzői jogokat jelzi, nem szolgál a cikkben szereplő információk forrásmegjelöléseként.

## További hivatkozások
- Bob Moog – hivatalos honlap
- The Bob Moog Memorial Foundation for Electronic Music
- Robert Moog discography at Discogs
- Robert Moog az Internet Movie Database oldalon (angolul)
- Inventor of the Synthesizer Documentary ~ Moog at YouTube
- Moog Music – official website
- Moog Archives illustrated history of company and products
- MoogFest – festival celebrating Moog
- The Moog Taurus Bass Pedals, the Minimoog and the Moog Prodigy Archiválva 2020. szeptember 19-i dátummal a Wayback Machine-ben
- Pictures of Bob Moog
- Sound samples from the Moog Modular at BlueDistortion.com